# Промышленные SSD
Промышленные твердотельные накопители, или промышленные SSD - устройства хранения информации имеющие качества, позволяющие использовать такие накопители в тяжелых условиях промышленного производства, или для военных целей.
Среди отличий промышленных SSD от бытовых:
- повышенная надежность при операциях считывания/записи.
- увеличенный срок службы
- увеличенный срок доступности для приобретения - увеличенный жизненный цикл.
- стойкость к температурным воздействиям
- стойкость к механическим воздействиям (упрочнение корпуса)
- стойкость к химическим воздействиям (за счет конформных покрытий)
- дополнительные специфические преимущества, к примеру защита данных шифрованием.

### Компоненты промышленных SSD
Широко применяющиеся твердотельные накопители используют в своем составе память NAND. 
Типы используемой флеш-памяти (NAND):
- SLC (хранение 1 бита в ячейке) - Наиболее надежная;
- iSLC[2] - используется память MLC, как более дешевая, но специальный алгоритм позволяет существенно увеличить кол-во операций чтения/записи; Патентован компанией Innodisk
- eMLC - используется в накопителях с повышенной надежностью, но уступающих в надежности SLC;
- MLC (хранение 2 битов в ячейке) - используется в бытовых устройствах; Надежность ниже, чем eMLC и SLC.
- TLC (хранение 3 битов в ячейке) - используется там, где количество записей существенно ниже, так как имеют небольшой ресурс перезаписей, к примеру, в MicroSD картах памяти. Это позволяет существенно увеличить объем и снизить стоимость такой карты. Не применяется в промышленных SSD, так как имеет весьма низкую надежность. Тем не менее, бытовые накопители на памяти TLC могут использоваться в промышленных целях с ограничениями.

#### Работа при отрицательных температурах.
Часто считается, что работа при отрицательных температурах - единственное отличие промышленных компонентов от бытовых. Это не так, температурный диапазон диктуется диапазоном применения. Но, в целом, в отличие от бытового диапазона 0...40С, даже стандартный диапазон для промышленных компонентов зачастую определяется как 0...70С, или 0...60С.
Диапазоны температур для различных производителей отличаются, но в целом наиболее часто промышленные SSD производятся и тестируются под следующие диапазоны :
- Стандартный диапазон рабочих температур :  0...60С
- Промежуточный расширенный диапазон: - 10 +70С, - 25... +70С и т.д. Надо понимать, что эти SSD изготавливаются из микросхем памяти, рассчитанных на 0...60С, просто проходят отборочное тестирование. Стоимость их чуть выше чем SSD на 0...60С, но ниже чем -40С.
- Расширенный диапазон рабочих температур : - 40 С... +85С (иногда -40С...70С)
- Экстремальный диапазон рабочих температур: - 55С... +105С

Также нужно упомянуть, что для промышленных SSD актуальна температура хранения, потому что некоторые устройства подогреваются предварительно, затем включаются. Либо могут перевозиться в холодном, неотапливаемом транспортном средстве. 

### Снижение надежности в связи с миниатюризацией ячеек.
Каждая из ячеек, вне зависимости, SLC, MLC, TLC, MLC 3D NAND, QLC - имеет разный ресурс. Но в связи с уменьшением самой ячейки, что делается в целях миниатюризации и удешевления единицы объема памяти, снижается надежность чтения информации из ячейки. Это может быть только логично, так как с уменьшением линейного размера - площадь изолированного затвора - это и есть ячейка, уменьшается пропорционально квадрату линейного размера. Поэтому SLC изготовленная по норме 100 нм, может быть стерта и снова записана 100 тыс. раз. А SLC по норме 14 нм, уже всего около 30 тыс. раз.

### Типоразмеры
Зачастую типоразмеры похожи на подобные у бытовых накопителей. В частности, могут применяться форм-факторы:
- CompactFlash
- CFast
- 2,5" накопитель - "ноутбучный" (7мм) или более толстый (10, 15 мм)
- SATADOM
- DOM
- M.2 (SATA или NVME)

### Интерфейсы промышленных твердотельных накопителей
SATA, MiniPCI, USB, mSATA, AIC, M.2, U.2, EDSFF, и т.п.

### Производители
Важное значение в цикле эксплуатации имеет надежность производителя компонента промышленной автоматизации. Поэтому наряду с обилием производителей промышленных твердотельных накопителей выделяются наиболее крупные компании, способные обеспечить непрерывность производства промышленных накопителей.